# Радомышль (село)
Ра́домышль (укр. Радомишль) — село в Боратинской сельской общине Луцкого района Волынской области Украины.
Код КОАТУУ — 0722885201. Население по переписи 2001 года составляет 805 человек. Почтовый индекс — 45664. Телефонный код — 332. Занимает площадь 1,827 км².